# Paepalanthus arenicola
Paepalanthus arenicola är en gräsväxtart som beskrevs av Silveira. Paepalanthus arenicola ingår i släktet Paepalanthus och familjen Eriocaulaceae. Inga underarter finns listade i Catalogue of Life.